# La sagrada família
|  | Aquest article tracta sobre la sèrie còmica de TV3. Vegeu-ne altres significats a «Sagrada Família (desambiguació)». |

La sagrada família és una sèrie d'humor creada per Dagoll Dagom, idea original d'Anna Rosa Cisquella, Joan Lluís Bozzo, Lluís Arcarazo, dirigida per Joan Lluís Bozzo i produïda per Televisió de Catalunya en col·laboració amb Calvari 13 i Mediapro. Està formada per 28 episodis de 55 minuts de duració cadascun.
Fou estrenada el 18 de gener del 2010 per TV3 i narra les històries d'una família propietària d'una autoescola. El nom de la sèrie prové del fet que representa que la família viu just davant del Temple Expiatori de la Sagrada Família.

## Argument
La Remei Cases (Lluïsa Castell) és la mare d'una família de tres fills que decideix deixar el negoci familiar (una autoescola) per treballar amb una amiga seva com a mediadora familiar. Està casada amb en Pau Garcés (Jordi Bosch i Palacios) i tenen tres fills: la Janis (Anna Moliner), parella de l'Iu Fernàndez (Jordi Rico), l'Ivan (Biel Duran), parella de l'Eduard Cabrera (Carles Martínez), i en Joel (Pol Hermoso). A la seva casa també hi viu el pare de la Remei, en Rafael (Pep Torrents), i sovint els visita la mare d'en Pau, la Fina (Anna Maria Barbany).
A l'autoescola també hi treballa en Quim Cases (Lluís Xavier Villanueva), germà de la Remei, que la seva dona, la Mercè Villanova (Cati Solivellas), el va deixar per una altra dona; i l'Adela Segura (Agnès Busquets).
Per l'altra banda, a l'equip de mediadors familiars hi treballen, a banda de la Remei, la Dul (Victòria Pagès) i la Íngrid Campos (Julia Möller), que també són mediadores, l'Arnau Costa (Ernesto Collado) que és advocat i en Ramoneda (Joan Lluís Bozzo) que és el director.

## Llista de personatges
- Remei Cases (Lluïsa Castell). La mediadora incoherent
- Pau Garcès (Jordi Bosch i Palacios). El marit desenganyat
- Janis (Anna Moliner). La filla que es pensa que tot ho sap
- Ivan (Biel Duran). El fill gai que va la seva
- Eduard (Carles Martínez). El nòvio del fill
- Joel Garcès Cases (Pol Hermoso). El fill petit dictador
- Iu Fernàndez (Jordi Rico). El nòvio imbècil de la filla
- Rafael (Pep Torrents). L'avi impertinent
- Fina (Anna Maria Barbany). La sogra aconselladora que no calla
- Quim Cases (Lluís Villanueva). El germà solter
- Adela Segura (Agnès Busquets). La secretària alternativa
- Mercè Vilanova (Cati Solivellas). L'excunyada cretina
- Mariona (Alba Pujol). La neboda motivada
- Dul (Victòria Pagès). L'amiga soltera i envejosa
- Arnau (Ernest Collado). L'advocat cràpula
- Ramoneda (Joan Lluís Bozzo). El supervisor divorciat
- Íngrid Campos (Júlia Möller). La secre que no sap guardar secrets

## Audiències
| Capítol           | Dia d'emissió | Espectadors | Quota (%) |
| ----------------- | ------------- | ----------- | --------- |
| Primera temporada |               |             |           |
| 1                 | 18/01/2010    | 652.000     | 19,7      |
| 2                 | 25/01/2010    | 533.000     | 16,7      |
| 3                 | 08/02/2010    | 548.000     | 16.7      |
| 4                 | 15/02/2010    | 413.000     | 13,2      |
| 5                 | 22/02/2010    | 414.000     | 13,3      |
| 6                 | 01/03/2010    | 595.000     | 18,2      |
| 7                 | 29/03/2010    | 496.000     | 17,5      |
| 8                 | 05/04/2010    | 314.000     | 10,5      |
| 9                 | 19/04/2010    | 509.000     | 15,8      |
| 10                | 26/04/2010    | 445.000     | 13,7      |
| 11                | 03/05/2010    | 439.000     | 14,4      |
| 12                | 10/05/2010    | 394.000     | 12,6      |
| 13                | 31/05/2010    | 497.000     | 16,8      |
| 14                | 17/05/2010    | 414.000     | 13,2      |
| 15                | 24/05/2010    | 439.000     | 14,7      |
| Segona temporada  |               |             |           |
| 16                | 18/09/2011    | 328.000     | 10,4      |
| 17                | 25/09/2011    | 255.000     | 9,0       |
| 18                | 02/10/2011    | 340.000     | 11,0      |
| 19                | 09/10/2011    | 283.000     | 9,3       |
| 20                | 16/10/2011    | 314.000     | 9,9       |
| 21                | 23/10/2011    | 307.000     | 10,0      |
| 22                | 30/10/2011    | 255.000     | 9,1       |
| 23                | 06/11/2011    | 390.000     | 12,2      |
| 24                | 13/11/2011    | 343.000     | 10,8      |
| 25                | 27/11/2011    | 293.000     | 8.8       |
| 26                | 04/12/2011    | 325.000     | 10,2      |
| 27                | 11/12/2011    | 369.000     | 11,2      |
| 28                | 11/12/2011    | 369.000     | 11,2      |